# Edrofonio
L'edrofonio è un inibitore delle colinesterasi a breve durata d'azione. Agisce solo in periferia in quanto non penetra attraverso la barriera ematoencefalica.
È un composto di ammonio quaternario che si lega soltanto al sito anionico dell'enzima acetilcolinesterasi.
Il legame ionico che si viene a formare tra il farmaco e l'enzima non è molto forte e pertanto facilmente reversibile. Ne consegue che l'azione del farmaco è molto breve.
L'edrofonio viene usato soprattutto a scopo di diagnosi della miastenia grave, in quanto il miglioramento della forza muscolare, ottenuto mediante un anticolinesterasico, è caratteristico della miastenia grave, ma l'effetto non si verifica quando la debolezza muscolare è dovuta ad altre cause.